# Sävsjö (comune)
Sävsjö è un comune svedese di 10 835 abitanti, situato nella contea di Jönköping. Il suo capoluogo è la cittadina omonima.

## Località
Nel territorio comunale sono comprese le seguenti aree urbane (tätort):
| # | Località  | Popolazione |
| - | --------- | ----------- |
| 1 | Sävsjö    | 5.068       |
| 2 | Vrigstad  | 1.432       |
| 3 | Stockaryd | 1.003       |
| 4 | Rörvik    | 555         |